# 最終打席本塁打を記録したメジャーリーグベースボール選手一覧
最終打席本塁打を記録したメジャーリーグベースボール選手一覧では、メジャーリーグベースボール (MLB) において、打者が公式戦最終打席で本塁打を記録したケースを示す。
歴代で以下の45名によって達成されている。

## 概要
ジョン・ミラーは通算2本塁打であるが、その2本は初打席と最終打席で記録している。

## 達成者一覧
| 達成 人数 | 達成者                   | 達成 年月日    | 所属球団                         | 通算 本塁打数 |
| --------- | ------------------------ | -------------- | -------------------------------- | ------------- |
| 1         | バック・ウエスト         | 1890年09月18日 | クリーブランド・スパイダーズ     | 3本           |
| 2         | フランク・オコナー       | 1893年08月07日 | フィラデルフィア・フィリーズ     | 1本           |
| 3         | ハークレス・バーネット   | 1895年09月29日 | ルイビル・カーネルズ             | 2本           |
| 4         | エド・スコット           | 1901年08月03日 | クリーブランド・ナップス         | 2本           |
| 5         | チック・スタル           | 1906年10月06日 | ボストン・アメリカンズ           | 36本          |
| 6         | デル・ゲイナー           | 1922年09月30日 | セントルイス・カージナルス       | 14本          |
| 7         | マーロン・ヒグビー       | 1922年10月01日 | ニューヨーク・ジャイアンツ       | 1本           |
| 8         | ウォルト・キニー         | 1923年05月09日 | フィラデルフィア・アスレチックス | 2本           |
| 9         | クレイ・バンアルスタイン | 1928年05月07日 | ワシントン・セネタース           | 1本           |
| 10        | ジョニー・シュルト       | 1932年09月20日 | ボストン・ブレーブス             | 14本          |
| 11        | ミッキー・カクレーン     | 1937年05月25日 | デトロイト・タイガース           | 119本         |
| 12        | ジョージ・ジャモンビル   | 1941年05月20日 | フィラデルフィア・フィリーズ     | 1本           |
| 13        | ポール・ギレスピー       | 1945年09月29日 | シカゴ・カブス                   | 6本           |
| 14        | バート・ハース           | 1951年08月26日 | シカゴ・ホワイトソックス         | 22本          |
| 15        | ジョー・フレイジャー     | 1956年09月30日 | ボルチモア・オリオールズ         | 10本          |
| 16        | マーブ・ブレイロック     | 1957年09月28日 | フィラデルフィア・フィリーズ     | 15本          |
| 17        | ロン・サムフォード       | 1959年09月07日 | ワシントン・セネタース           | 5本           |
| 18        | テッド・ウィリアムズ     | 1960年09月28日 | ボストン・レッドソックス         | 521本         |
| 19        | ドン・ジャイル           | 1962年09月30日 | ボストン・レッドソックス         | 3本           |
| 20        | エド・ホーボー           | 1963年09月02日 | ワシントン・セネタース           | 1本           |
| 21        | トニー・クーベック       | 1965年10月03日 | ニューヨーク・ヤンキース         | 57本          |
| 22        | ジョン・ミラー           | 1969年09月23日 | ロサンゼルス・ドジャース         | 2本           |
| 23        | ケン・マクマレン         | 1977年09月14日 | ミルウォーキー・ブルワーズ       | 156本         |
| 24        | ケビン・パスリー         | 1978年10月01日 | シアトル・マリナーズ             | 1本           |
| 25        | マイク・カッベージ       | 1981年10月03日 | ニューヨーク・メッツ             | 34本          |
| 26        | ジョー・ルディ           | 1982年10月03日 | オークランド・アスレチックス     | 179本         |
| 27        | エディ・ミラー           | 1984年09月30日 | サンディエゴ・パドレス           | 1本           |
| 28        | トニー・ブリューワ       | 1984年09月30日 | ロサンゼルス・ドジャース         | 1本           |
| 29        | ウィリー・エイキンズ     | 1985年04月27日 | トロント・ブルージェイズ         | 110本         |
| 30        | ルフィーノ・リナレス     | 1985年10月06日 | カリフォルニア・エンゼルス       | 11本          |
| 31        | ティム・ストッダード     | 1986年06月18日 | サンディエゴ・パドレス           | 1本           |
| 32        | クリス・ジェリック       | 1990年10月03日 | ニューヨーク・メッツ             | 1本           |
| 33        | グレン・ブラッグス       | 1992年09月10日 | シンシナティ・レッズ             | 70本          |
| 34        | ボビー・ローズ           | 1992年05月19日 | カリフォルニア・エンゼルス       | 5本           |
| 35        | チコ・ウォーカー         | 1993年10月03日 | ニューヨーク・メッツ             | 17本          |
| 36        | ジェフ・タケット         | 1994年08月02日 | ボルチモア・オリオールズ         | 7本           |
| 37        | グレッグ・オルソン       | 1998年04月20日 | アリゾナ・ダイヤモンドバックス   | 1本           |
| 38        | マット・ミースキー       | 2000年09月30日 | アリゾナ・ダイヤモンドバックス   | 56本          |
| 39        | ダスティ・アレン         | 2000年10月01日 | デトロイト・タイガース           | 2本           |
| 40        | アルバート・ベル         | 2000年10月01日 | ボルチモア・オリオールズ         | 381本         |
| 41        | フアン・ディアス         | 2002年06月23日 | ボストン・レッドソックス         | 1本           |
| 42        | レイ・ランクフォード     | 2004年10月03日 | セントルイス・カージナルス       | 238本         |
| 43        | トッド・ジール           | 2004年10月03日 | ニューヨーク・メッツ             | 253本         |
| 44        | カーティス・シグペン     | 2008年09月26日 | トロント・ブルージェイズ         | 1本           |
| 45        | ジム・エドモンズ         | 2010年09月21日 | シンシナティ・レッズ             | 393本         |